# Filago libyaca
Filago libyaca là một loài thực vật có hoa trong họ Cúc. Loài này được (Alavi) Greuter mô tả khoa học đầu tiên năm 2003.